# Nome kommun
Nome kommun (norska: Nome kommune) är en kommun i Telemark fylke) i södra Norge. Kommunens centralort är tätorten Ulefoss.

## Administrativ historik
Nome kommun upprättades den 1 januari 1964 då Holla och Lunde kommuner gick ihop.

## Tätorter
I Nome kommun finns två tätorter:
- Lunde (Bjervamoen)
- Ulefoss (centralort)

## Socknar
Inom Norska kyrkan är Nome kommun indelad i två socknar:
- Holla og Helgens socken
- Lunde og Flåbygds socken

Socknarna ingår i Øvre Telemarks prosteri i Agder og Telemarks stift.

## Bilder

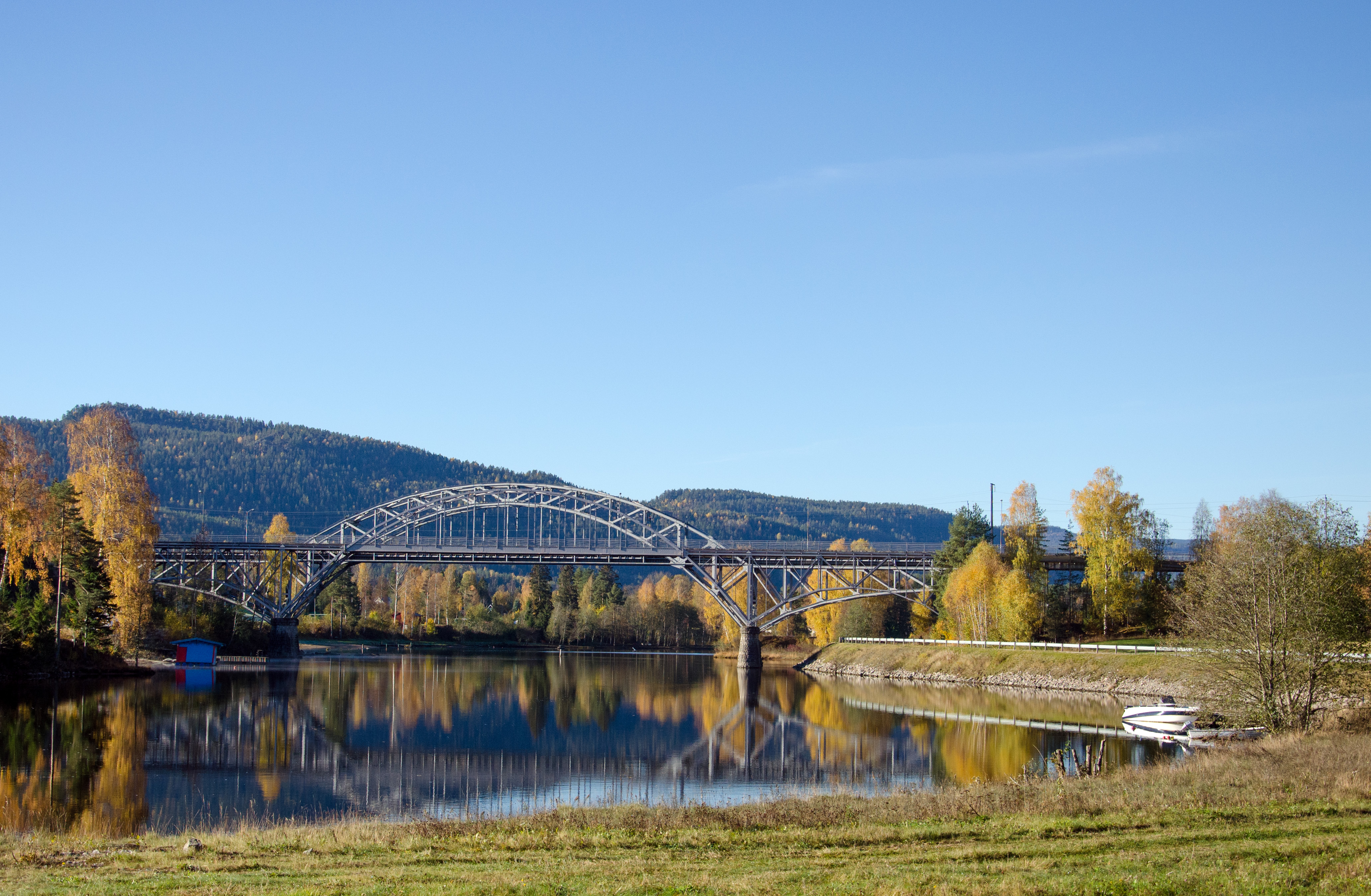
Järnvägsbron över Straumen i Lunde.
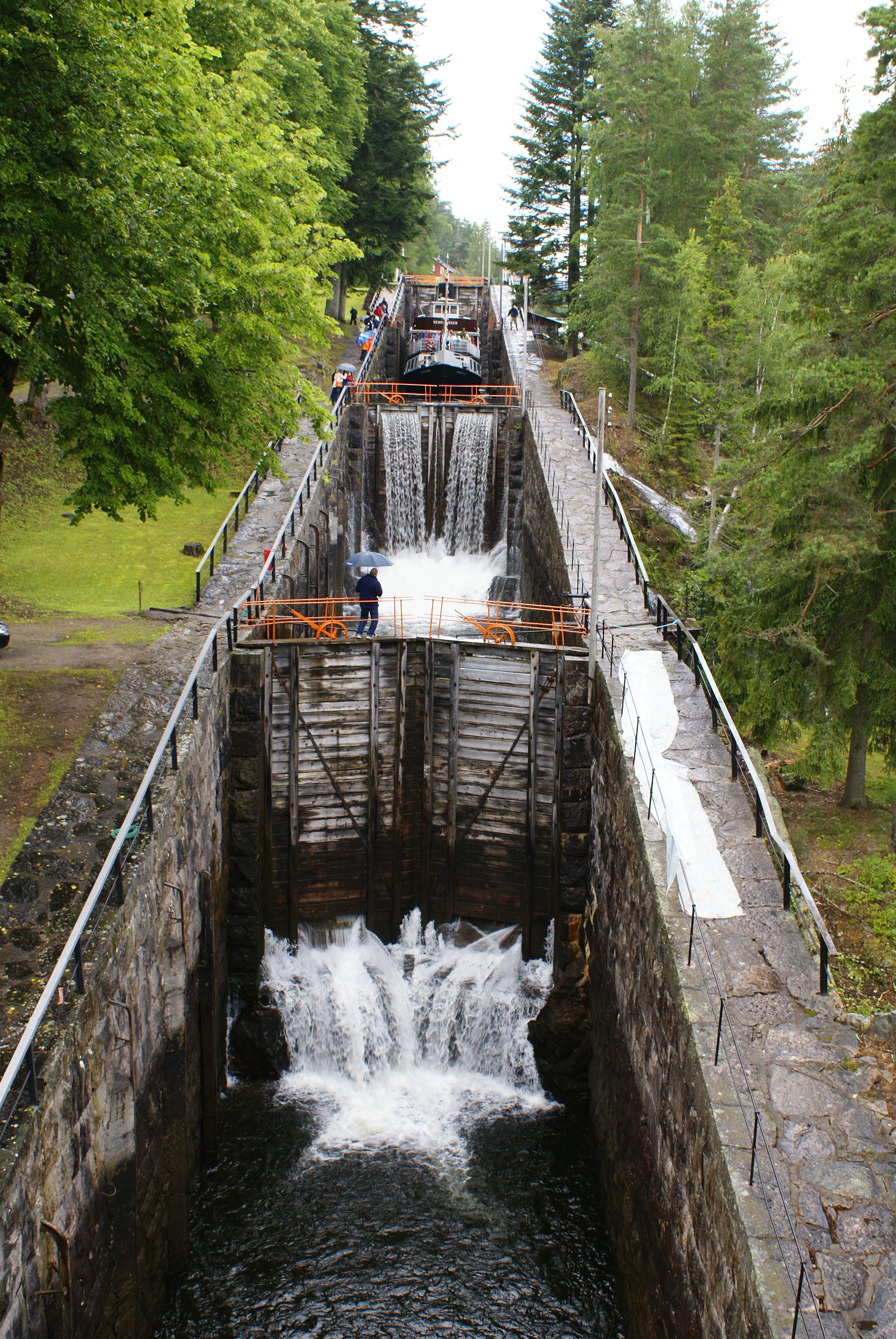
Vrangfoss slussar.